# Hesperodiaptomus victoriaensis
Hesperodiaptomus victoriaensis is een eenoogkreeftjessoort uit de familie van de Diaptomidae. De wetenschappelijke naam van de soort is voor het eerst geldig gepubliceerd in 1958 door Reed.